# Citrus Heights
Citrus Heights és una població dels Estats Units a l'estat de Califòrnia. Segons el cens del 2000 tenia 85.071 habitants.

## Demografia
Segons el cens del 2000, Citrus Heights tenia 85.071 habitants, 33.478 habitatges, i 21.660 famílies. La densitat de població era de 2.288,9 habitants/km².
Dels 33.478 habitatges en un 30,9% hi vivien nens de menys de 18 anys, en un 46,4% hi vivien parelles casades, en un 12,9% dones solteres, i en un 35,3% no eren unitats familiars. En el 26,9% dels habitatges hi vivien persones soles el 9,5% de les quals corresponia a persones de 65 anys o més que vivien soles. El nombre mitjà de persones vivint en cada habitatge era de 2,52 i el nombre mitjà de persones que vivien en cada família era de 3,06.
Per edats la població es repartia de la següent manera: un 25,2% tenia menys de 18 anys, un 10,2% entre 18 i 24, un 30,3% entre 25 i 44, un 21,3% de 45 a 60 i un 12,9% 65 anys o més.
L'edat mediana era de 35 anys. Per cada 100 dones de 18 o més anys hi havia 90,4 homes.
La renda mediana per habitatge era de 43.859 $ i la renda mediana per família de 51.207 $. Els homes tenien una renda mediana de 38.614 $ mentre que les dones 29.399 $. La renda per capita de la població era de 20.744 $. Entorn del 5,6% de les famílies i el 8,3% de la població estaven per davall del llindar de pobresa.

## Poblacions més properes
El següent diagrama mostra les poblacions més properes.